# Æðarfossar
De Æðarfossar is de benaming voor drie bijeen gelegen watervallen in het noorden van IJsland. 
Even ten zuiden van Húsavík vloeien de uit het Mývatn afkomstige Laxá í Aðaldal (Zalmrivier in het Hoofddal) en de Mýrarkvísl (Moerasbeek) samen. Een paar kilometer verder stroomafwaarts valt het water, zoals gezegd, in drie bijeen gelegen watervallen ongeveer 3 meter naar beneden om uiteindelijk via de Ærvíkbaai in de Skjálfandi te stromen. Er kan daar goed op zalm gevist worden.